# День Первого Президента Республики Казахстан
День Первого Президента Республики Казахстан (каз. Қазақстан Республикасының Тұңғыш Президенті күні) — праздничная дата в Казахстане, отмечаемая 1 декабря и учреждённая в признание заслуг первого президента Казахстана Нурсултана Назарбаева в развитии независимого государства, обеспечении единства Казахстана, защите конституции, прав и свобод человека и гражданина. В 2012—2021 годах праздновался в статусе государственного праздника.

## История
1 декабря 1991 года Нурсултан Назарбаев был избран на должность президента Казахстана на всенародных выборах, получив 98,78 % голосов при явке избирателей 88,2 %.
10 декабря 2011 года на пленарном заседании Сената Парламента Казахстана был принят закон «О внесении дополнения в Закон Республики Казахстан „О праздниках в Республике Казахстан“». 14 декабря 2011 года закон был подписан президентом Казахстана, закону был присвоен номер 509-IV.
Начиная с 2012 года, 1 декабря по всему Казахстану проводились культурно-массовые мероприятия, главной целью которых было заявлено укрепление мира и согласия в стране. К празднику также приурочивались некоторые события общегосударственного масштаба. Например, 1 декабря 2016 года состоялись выход в обращение памятной 10-тысячной купюры и официальное открытие нового населённого пункта Нуркент в Алматинской области.
В сентябре 2022 года в Мажилисе Парламента Казахстана было предложено «определить празднование Дня Первого Президента 1 декабря по аналогии с такими знаковыми датами, как День государственных символов, День благодарности и иных дат, обладающих высоким общественно-значимым потенциалом, исключив его из числа государственных праздников», был принят соответствующий закон. 
В конце ноября 2022 года его включили в перечень праздничных дат.